# Flughafen Tumbes

i7
i11
i13
Der Aeropuerto Capitán FAP Pedro Canga Rodríguez ist der nationale Flughafen der peruanischen Stadt Tumbes. Er liegt etwa 8 km nordöstlich der Innenstadt.

## Zwischenfälle
- Am 3. März 1994 wurde an einer auf J.C. Barravino Gammarra privat zugelassenen bolivianischen Douglas DC-6 (Luftfahrzeugkennzeichen CP-2251) auf dem Flughafen Tumbes nach einer Reparatur eine Triebwerksüberprüfung vorgenommen. Da zu viel Benzin eingespritzt wurde, entstand ein Feuer im Abgasrohr. Durch die fast leere Batterie wurde verhindert, den Motor weiter zu durchzudrehen, um das Feuer zu löschen. Daher konnte sich das Feuer allmählich immer weiter ausbreiten und schließlich die Maschine zerstören. Alle 3 Besatzungsmitglieder überlebten den Unfall.[1]